# Plummet Glacier
Der Plummet Glacier (englisch für Senkbleigletscher) ist ein Gletscher im ostantarktischen Viktorialand. Er ist der westlichste Gletscher an der Nordseite der Kukri Hills und fließt in nördlicher Richtung zum Taylor-Gletscher. 
Das New Zealand Geographic Board benannte ihn 1993, wie auch weitere Objekte in diesem Gebiet, nach einem Werkzeug aus dem Vermessungswesen.